# Binga Football Club
Le Binga Football Club est un club malien de football basé à Bamako.

## Histoire
Fondé en 2009, le Binga FC évolue en deuxième division lorsqu'il se hisse en finale de la Coupe du Mali de football en 2021 ; l'équipe est défaite par le Stade malien qui l'emporte sur le score de 3 buts à 2, alors qu'elle menait 2-0 à la 88e minute. 
Le Stade malien ayant réalisé le doublé Coupe-Championnat, le Binga FC dispute alors sa première campagne continentale en se qualifiant pour la Coupe de la confédération 2021-2022. Le club élimine au premier tour préliminaire les Libériens du Monrovia Club Breweries (en), l'équipe se rendant en minibus à Monrovia pour le match retour, pour un trajet de deux jours et demi et de 2 000 kilomètres. Le Binga FC écarte ensuite le club burkinabé de l'ASFA Yennenga aux tirs au but avant de rencontrer en barrages le club zambien du Zanaco FC, reversé de Ligue des champions.
Le Binga FC fut champion de ligue 2 de Bamako 2021-2022. Le Binga FC joue la montée en Ligue 1 orange gagne les trois matchs. Son premier match le Binga FC gagne 1-0 contre le représentant de Ségou. Le deuxième match  le Binga la remporte de 3-1 contre le club organisateur. Le dernier match, le Binga FC remporte le match contre l'équipe de Tombouctou. Le Binga FC promis en Ligue 1 orange.

## Palmarès
| Compétitions nationales                                    |
| ---------------------------------------------------------- |
| - Ligue 1 Orange - Coupe du Mali : - Finaliste : 2020-2021 |
|                                                            |

## Bilan africain
Note : dans les résultats ci-dessous, le score du club est toujours donné en premier.
| Saison    | Compétition               | Tour                       | Club                         | Domicile | Extérieur | Total             |
| --------- | ------------------------- | -------------------------- | ---------------------------- | -------- | --------- | ----------------- |
| 2021-2022 | Coupe de la confédération | Premier tour préliminaire  | Monrovia Club Breweries (en) | 3 - 0    | 2 - 0     | 5 - 0             |
| 2021-2022 | Coupe de la confédération | Deuxième tour préliminaire | ASFA Yennenga                | 0 - 1    | 1 - 0     | 1 - 1 (7 - 6 tab) |
| 2021-2022 | Coupe de la confédération | Tour de barrages           | Zanaco FC                    | 2 - 0    | 0 - 3     | 2 - 3             |

Légende
- Victoire ou qualification pour le tour suivant
- Match nul
- Défaite ou élimination de la compétition